# Col de Menté
Der Col de Menté ist ein 1349 Meter hoher Gebirgspass im französischen Teil der Pyrenäen. Er befindet sich in der Region Okzitanien im Département Haute-Garonne und verläuft auf der D44, die großteils in der Gemeinde Boutx liegt.
Der Pass kam durch den Sturz des Gesamtführenden Luis Ocaña bei der Tour de France 1971 zu größerer Bekanntheit. Der Spanier hatte sich zuvor in den Alpen als stärkster Fahrer erwiesen und musste die Rundfahrt nach einem Sturz in der Abfahrt im Gelben Trikot verlassen. An der Unfallstelle befindet sich bis heute eine Gedenktafel, die an die damaligen Ereignisse erinnert.

## Auffahrten
Die Westauffahrt beginnt in der Gemeinde Saint-Béat-Lez. Sie ist 9,3 Kilometer lang und weist eine durchschnittliche Steigung von 9,1 % auf. Nach rund zwei Kilometern mit Steigungsprozenten um die 10 % wird das Ortsgebiet von Boutx erreicht, wo die Straße kurzzeitig etwas abflacht. Im Anschluss führt der Pass konstant mit 9 % auf die Passhöhe, wobei auf den letzten drei Kilometern 12 Kehren durchfahren werden.
Die Ostauffahrt ist 11,1 Kilometer lang und weist eine durchschnittliche Steigung von 6,4 % auf. Als Ausgangspunkt dient die Pont de l'Oule, bei der die D85 von der D618 abzweigt. Zu Beginn folgt die Straße dem Ger, wobei die ersten beiden Kilometer nur geringe Steigungsprozente aufweisen. Bei Couledoux-le-Larcus folgt ein steiler Kilometer mit über 9 %, ehe eine kurze Abfahrt folgt, an deren Ende die D85 bei einer Brücke in die D44 mündet. Nun beginnt die Straße erneut stärker anzusteigen und führt durch Ger de Boutx. Auf den letzten 5,8 Kilometern liegen die Steigungsprozente bei rund 8 %, wobei 13 Kehren durchfahren werden.

## Radsport
Der Col de Menté wurde von der Tour de France erstmals im Jahr 1966 überquert. Damals führte die 11. Etappe über die Ostauffahrt und galt als Bergwertung der 2. Kategorie, ehe die Strecke im Anschluss über den Col du Portillon nach Bagnères-de-Luchon führte. Mit Joaquín Galera führte bei der Erstbefahrung ein Spanier über die Passhöhe. Im Folgejahr stand der Col de Menté erneut im Programm der Tour de France, wobei diesmal die Westauffahrt nach der Überquerung des Col de Portet-d’Aspet genutzt wurde. Obwohl diese eine geringere Durchschnittsteigung aufweist, wurde sie als Bergwertung der 1. Kategorie klassifiziert. Im Jahr 1969 wurde schließlich auch die Westauffahrt als Bergwertung der 2. Kategorie klassifiziert.

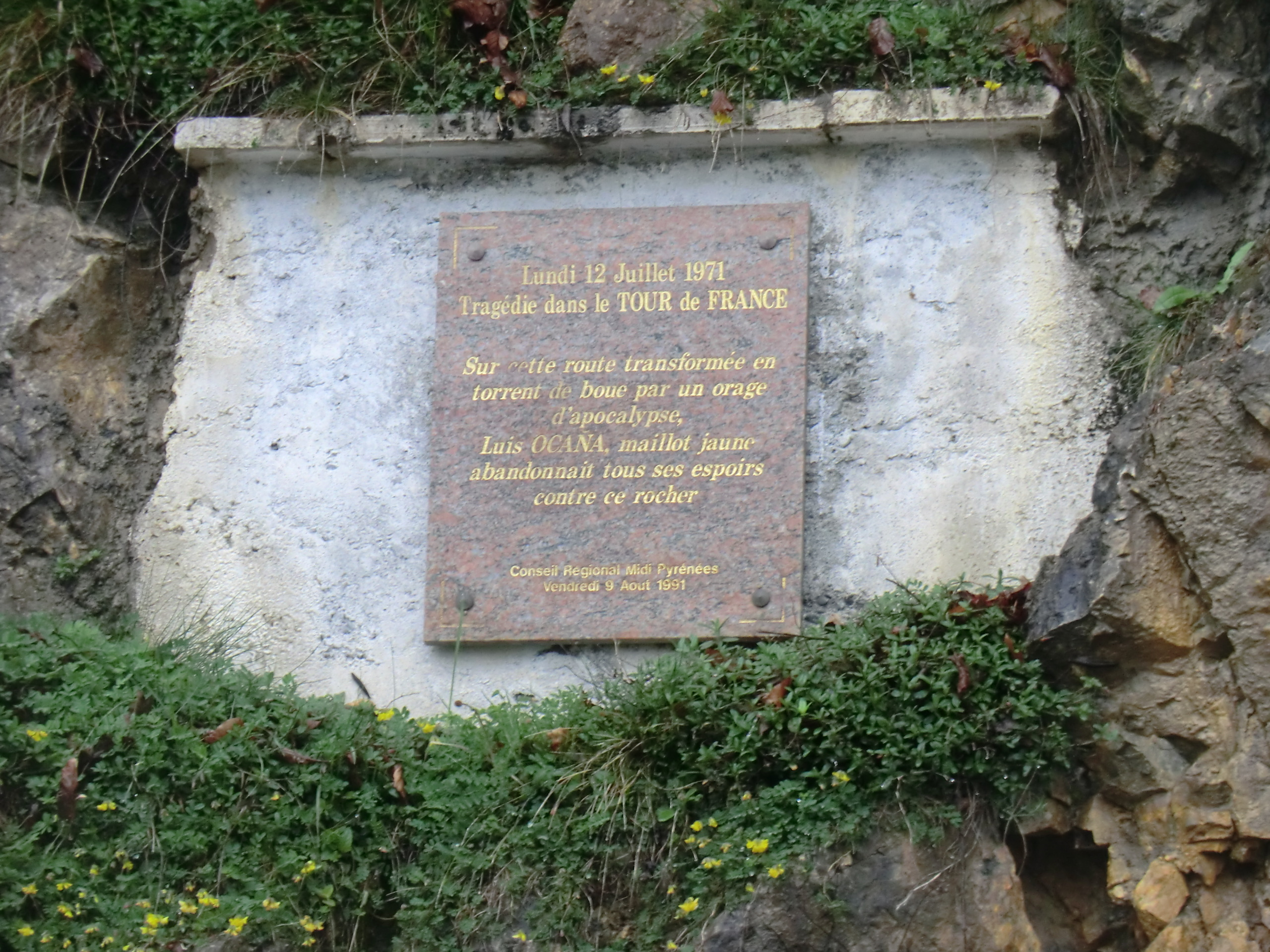
Gedenktafel an die Tour de France 1971

Zur bekanntesten Begebenheit am Col de Menté kam es bei der Tour de France 1971, als der Pass auf der 14. Etappe rund 40 Kilometer vor dem Ziel passiert wurde. Im Vorfeld der Etappe trug der Spanier Luis Ocaña das Gelbe Trikot und wies einen Vorsprung von rund siebeneinhalb Minuten auf Eddy Merckx auf, dem er in den Alpen viel Zeit abgenommen hatte. Nachdem es bereits im Anstieg des Col de Portet-d’Aspet zu zahlreichen Angriffen der Favoriten gekommen war, stand die Auffahrt zum Col de Mentè auf dem Programm, in der Eddy Merckx mehrmals angriff, den Gesamtführenden Luis Ocaña jedoch nicht distanzieren konnte. Als die beiden Kontrahenten den Gipfel des Col de Mentè erreicht hatten, zog ein Sturm auf und sorgte für heftigen Regen auf der steilen Abfahrt nach Saint-Béat-Lez. Eddy Merckx ging in der Abfahrt ein hohes Risiko ein und konnte nach rund vier Kilometern nur knapp einen Sturz vermeiden, während Luis Ocaña am Hinterrad des Belgiers zu Boden ging. Aufgrund eines defekten Vorderrads stieg Luis Ocaña im Anschluss vom Rad, ehe er frontal von dem Niederländer Joop Zoetemelk getroffen wurde, der sich in der Kurve ebenfalls versteuert hatte. Aufgrund des Zusammenstoßes musste Luis Ocaña die Tour de France im Gelben Trikot aufgeben und wurde mit dem Helikopter ins Krankenhaus von Saint-Gaudens gebracht. Eddy Merckx übernahm am Ende der Etappe die Gesamtführung, weigerte sich jedoch am nachfolgenden Tag das Gelbe Trikot zu tragen. Im Jahr 1973 gewann Luis Ocaña jene Etappe die über den Col de Menté und fuhr als Gesamtsieger in Paris ein.
Nachdem längerer Abwesenheit kehrte der Col de Menté im Rahmen der Tour de France 1988 ins Programm der Rundfahrt zurück. Seither gelten sowohl die Ost- als auch die Westauffahrt als Bergwertung der 1. Kategorie. Die letzte Überquerung fand im Jahr 2020 im Rahmen der 8. Etappe statt.
Im Jahr 2024 stand die anspruchsvollere Westauffahrt im Programm der 15. Etappe. Im Anschluss führte die Strecke über den Col de Portet-d’Aspet, Col d’Agnes und den nicht-kategorisierten Port de Lers auf das Plateau de Beille.
| Jahr | Etappe     | Bergwertung  | Fahrer              | Auffahrt |
| ---- | ---------- | ------------ | ------------------- | -------- |
| 1966 | 11. Etappe | 2. Kategorie | Joaquín Galera      | Ost      |
| 1967 | 16. Etappe | 1. Kategorie | Fernando Manzaneque | West     |
| 1969 | 16. Etappe | 2. Kategorie | Raymond Delisle     | Ost      |
| 1970 | 18. Etappe | 2. Kategorie | Guerrino Tosello    | Ost      |
| 1971 | 14. Etappe | 2. Kategorie | José Manuel Fuente  | Ost      |
| 1973 | 13. Etappe | 2. Kategorie | José Manuel Fuente  | Ost      |
| 1976 | 14. Etappe | 2. Kategorie | Lucien Van Impe     | Ost      |
| 1979 | 01. Etappe | 2. Kategorie | Bernard Hinault     | Ost      |
| 1988 | 15. Etappe | 1. Kategorie | Robert Millar       | Ost      |
| 1995 | 15. Etappe | 1. Kategorie | Richard Virenque    | Ost      |
| 1998 | 11. Etappe | 1. Kategorie | Alberto Elli        | Ost      |
| 1999 | 15. Etappe | 1. Kategorie | Alberto Elli        | West     |
| 2001 | 13. Etappe | 1. Kategorie | Laurent Jalabert    | Ost      |
| 2002 | 12. Etappe | 1. Kategorie | Christophe Oriol    | West     |
| 2003 | 14. Etappe | 1. Kategorie | Richard Virenque    | Ost      |
| 2005 | 15. Etappe | 1. Kategorie | Erik Dekker         | Ost      |
| 2007 | 15. Etappe | 1. Kategorie | Juan Manuel Gárate  | Ost      |
| 2012 | 17. Etappe | 1. Kategorie | Thomas Voeckler     | West     |
| 2013 | 09. Etappe | 1. Kategorie | Tom Danielson       | Ost      |
| 2017 | 12. Etappe | 1. Kategorie | Michael Matthews    | Ost      |
| 2018 | 16. Etappe | 1. Kategorie | Julian Alaphilippe  | Ost      |
| 2020 | 08. Etappe | 1. Kategorie | Benoît Cosnefroy    | Ost      |
| 2024 | 15. Etappe | 1. Kategorie | Javier Romo         | West     |